# Thyrosticta raharizonina
Thyrosticta raharizonina är en fjärilsart som beskrevs av Griveaud 1964. Thyrosticta raharizonina ingår i släktet Thyrosticta och familjen björnspinnare. Inga underarter finns listade i Catalogue of Life.